# خبيزة ضئيلة
الخبيزة الضئيلة هي نوع من الأعشاب الحولية، من الأعشاب جنس الملوخية Malva ضمن فصيلة الخبازيات. والخبيزة هو جنس يضم حوالي 30 نوعًا من نباتات الخبيزة التي تنمو في العديد من المناطق، بما في ذلك المناطق المعتدلة وشبه الاستوائية والمناطق الاستوائية.

## الانتشار

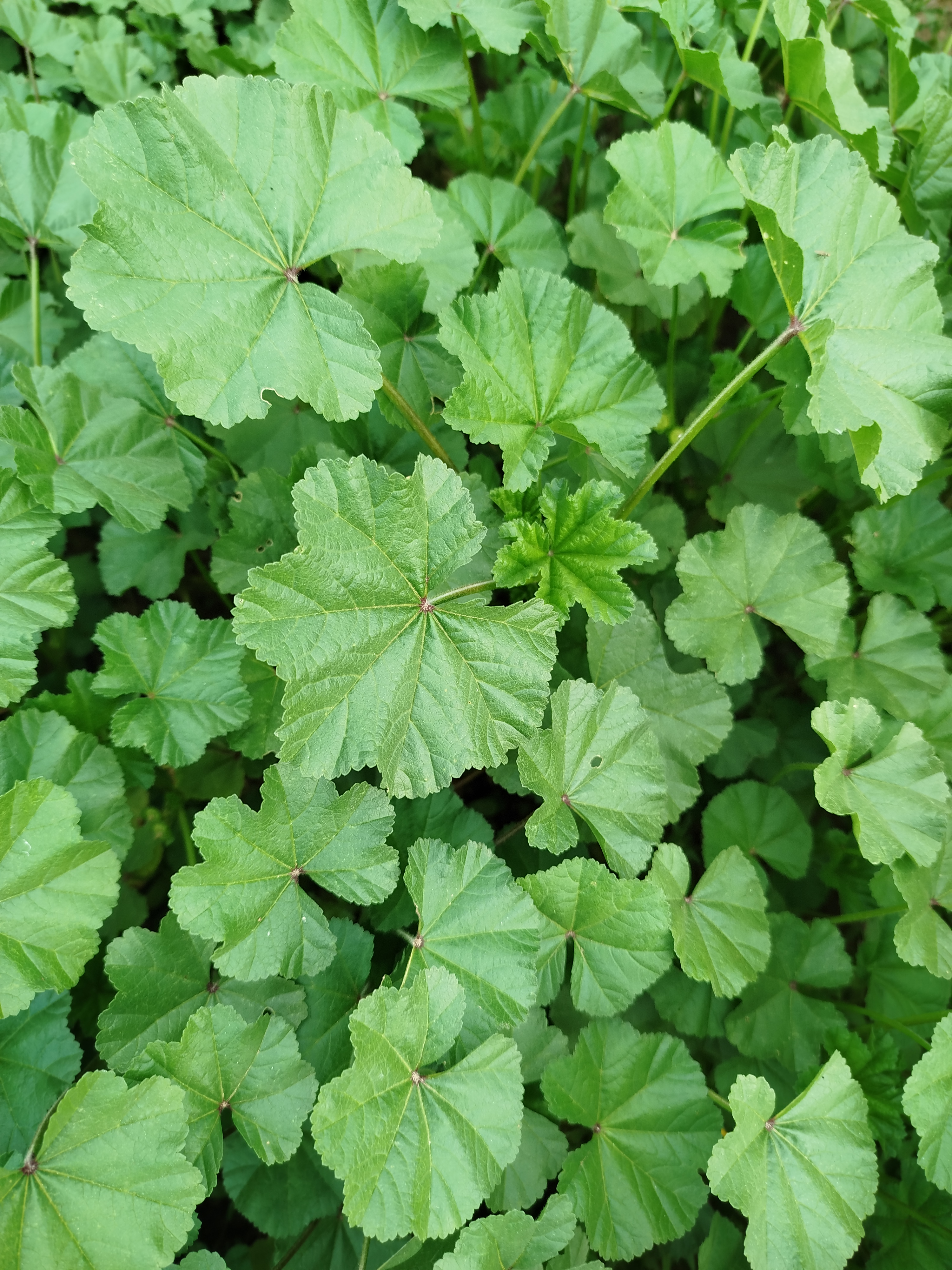
خبيزة

تنتشر نباتات الخبيزة الضئيلة في المناطق المعتدلة من أوروبا والمناطق الواقعة ضمن حوض البحر المتوسط، كتركيا وفلسطين وسوريا ولبنان والأردن، بالإضافة إلى القوقاز وشمال غرب إيران. وتعتبر الخبيزة نوعا غازيا في أمريكا الشمالية وشمال أوروبا وكوريا. في الولايات المتحدة، يمكن العثور على الخبيزة على وجه التحديد في ولايات كاليفورنيا، أيوا، إلينوي، إنديانا، ماساتشوستس، ميريلاند، ميشيغان، مينيسوتا، ميسوري، داكوتا الشمالية، نبراسكا، نيو مكسيكو، أوهايو، أوكلاهوما، بنسلفانيا، داكوتا الجنوبية، تينيسي، تكساس، فرجينيا، ويسكونسن ووايومنغ.

## الموائل والبيئة
مكن العثور على الخبيزة الضئيلة في نطاق واسع في الأراضي البور والأراضي العشبية والمراعي وعلى جوانب الطرقات. ويمكن أن تنمو في الحدائق المنزلية بتوفر تربة خصبة وأشعة الشمس.

## الخبيزة: نوع غازي
في بعض المناطق من العالم، تعتبر الخبيزة هناك نوعا غازيا وليست نباتا أصليا، وهذا يجعلها تؤثر على البيئة التي تتواجد بها، وقد تسبب الضرر للنباتات الأخرى المتواجدة ولموائلها. كما يعدها البعض عشاب ضارا بالمحاصيل الزراعية، ولذلك يتم التخلص منها في الأراضي الزراعية عبر الرش بالمبيدات الكيماوية.

## الوصف والشكل
يمكن أن تنمو الخبيزة لتصل إلى ارتفاع 4-20 بوصة. وتترتب أوراقها على الساق بالتناوب. أوراقها لها شكل دائري (مثلث على نطاق واسع)، وتوجد حزوز وعروق مختلفة على الورقة، كما أن حوافها مسننة أو مشرشرة.

## الأزهار والبذور
تتألف زهرة الخبيزة الضئيلة من خمس بتلات ذات لون أبيض، أو لون وردي فاتح، أو ذات لون وردي. طول كل من البتلات وكأس الزهرة متقارب. ولديها العديد من الأسدية. تبدأ عملية الإزهار في يونيو ويوليو وتنتهي في سبتمبر وأكتوبر. تتفتح الأزهار في مجموعات من 2 إلى 5 عند قاعدة سيقان الأوراق. يوجد رحيق الزهرة بالقرب من السطح العلوي للكأس. وتتكاثر عن طريق التلقيح الذاتي بمساعدة الحشرات. زهورها خنثى تحتوي على أعضاء ذكرية وأنثوية معا. وعادة ما تحتوي كل زهرة على 8 إلى 12 بذرة مرتبة في حلقة. الخبيزة نبات كاسي البذور، وتنبت بذورها في وقت متأخر من فصل الربيع عندما تتراوح درجات الحرارة بين 15-20 درجة مئوية.

## الاستخدامات

### الأصباغ
يمكن صناعة الأصباع من نبات الخبيزة وبذورها، خاصة أصباغ بلون أبيض أو أصفر أو أخضر. كما يمكن أيضًا استخدام الجذر كفرشاة أسنان.

### طعام
تعد أوراق وبذور الخبيزة الضئيلة صالحة للأكل. و يمكن استخدامها في إعداد السلطات. وفي مناطق واقعة شرق المتوسط يتم جمع أوراق الخبيزة مع أعناقها الطرية الغضة ثم فرمها فرماً ناعماً وإضافة البصل وزيت الزيتون وقليل من الملح لها ووضعها على النار حتى تنضج ثم تقدم لتؤكل مع البصل الأخضر والزيتون والفلفل الأخضر.

### استعمالات طبية
يمكن استخدام أوراق الخبيزة كمسكن لتخفيف الآلام البسيطة والتهابات الأغشية. يمكن استخدامها أيضا لعلاج التهاب الجهاز الهضمي والبولي. ويمكن استخدام بذور الخبيزة Malva pusilla في علاج السعال والتهاب الشعب الهوائية والقرحة والبواسير. كما يمكن استعماله خارجيًا لعلاج أمراض الجلد.